# Ernest S. Brown
Ernest S. Brown (Alturas, 1903. szeptember 25. – Reno, 1965. július 23.) az Amerikai Egyesült Államok szenátora (Nevada, 1954).